# 2Rude
2Rude, còn được gọi là Richard Rude hoặc Richard Rudimental, là một nhà sản xuất thu âm hip hop và rhythm and blues người Canada. Anh được chú ý nhiều nhất với tư cách là nhà sản xuất các bài hát "Thinkin 'About You", hợp tác với Snow, rapper Smoothe tha Hustler và các ca sĩ Miranda và Latoya Walsh, người đã giành được giải thưởng Juno cho Bản thu âm R & B / Soul của năm tại Giải Juno năm 2000, và "Bout Your Love", hợp tác với Glenn Lewis được đề cử trong cùng hạng mục tại Lễ trao giải Juno năm 1999.
Cả hai bài hát đều được giới thiệu trong album Rudimental 2K của 2Rude. Album cũng bao gồm đĩa đơn "Dissin 'Us", sự hợp tác với Grimmi Grimmi và Jully Black đã giành được Giải thưởng Video ManyMusic cho Video R&B/Soul xuất sắc nhất năm 2000.
2Rude là một nghệ sĩ và nhà sản xuất độc lập sở hữu công ty Rudimental Records của chính mình. Chị em nhà Walsh, con gái của Eric Walsh thuộc ban nhạc reggae Messenjah, tiếp tục tham gia đội hình lưu diễn tái hợp của The Parachute Club.